# Prvi čečenski rat
Prvi čečenski rat bio je rat koji se vodio između čečenskih separatista i ruske federalne vojske u periodu od 11. prosinca 1994. do 31. kolovoza 1996. Rezultirao je povlačenjem ruske federalne vojske iz Čečenije i privremenom nezavisnošću Čečenske Republike Ičkerije.

## Korijeni neprijateljstava
Čečeni su gorštački narod koji nastanjuje prostor sjevernog Kavkaza. U prvoj polovici devetnaestog stoljeća, Rusko Carstvo počelo se širiti na taj teritorij, što je u drugoj polovici rezultiralo pripajanjem tog teritorija Rusiji. Unatoč čestim bunama, kao dio te državne cjeline, Čečeni su dočekali Oktobarsku revoluciju i uspostavu Sovjetskog saveza. 1941. Hitler je napao SSSR a godinu dana kasnije njegova je vojska prodrla sve do Staljingrada. U tom smislu, Nijemcima su bili važni položaji na Kavkazu, radi kontrole naftnih polja u Azerbajdžanu koja su činila 80% sovjetskih rezervi te sirovine. Nakon što su Sovjeti istjerali Nijemce, Staljin je kolektivno optužio Čečene i Inguše za kolaboraciju s Nijemcima (što je većim djelom bilo netočno) a za kaznu ih je NKVD raselio u Sibir i Kazahstan, dok je u Čečeniji naseljeno rusko i drugo stanovništvo. Nakon destaljinizacije pod Hruščovom, stanovništvu je 1957. dozvoljeno da se vrate na svoje matične teritorije.
Kolektivna svijest o brutalnim deportacijama je u sjećanju etničkih Čečena ostala jaka do početka raspada Sovjetskog Saveza devedesetih godina dvadesetog stoljeća. S raspadom komunističkog sustava, nastaje čečenski nacionalni pokret i jačanje protu-ruskih osjećaja. U rujnu 1991. pod pritiskom Čečenskom narodnog kongresa raspala se dotadašnja teritorijalna jedinica Čečensko-inguška Narodna Republika, a kao narodni vođa Čečena iskristalizirao se Džohar Dudajev, bivši general u Sovjetskom zrakoplovstvu. Budući da je uživao nadmoćnu političku potporu na lokalnoj razini, uskoro se proglasio predsjednikom, nakon čega je dao ukloniti državnu administraciju naklonjenu središnjoj vlasti i jednostrano proglasio nezavisnost. Godine 1991., Ingušetija se pripojila Ruskoj Federaciji, dok je Čečenija dvije godine kasnije proglasila punu nezavisnost, iako ranije nije imala status Sovjetske republike, već je bila u sastavu Rusije. U kolovozu 1994. opozicijske snage pokrenule su oružanu pobunu s ciljam svrgavanja Dudajeva s vlasti, što je propalo, nakon čega je središnja vlast iz Moskve poslala vojsku u Čečeniju s ciljem ponovne uspostave kontrole.

## Rat
U prosincu 1994. tri ruske operativne grupe (sjeverna, zapadna i istočna) ušle su na teritorij Čečenije i do kraja tog mjeseca pod opsadu su stavile glavni grad Čečenije: Grozni, kojeg su tukle žestokim topničkim i zračnim napadima. Zbog neselektivnog bombardiranja ubrzo su protiv sebe navukle i značajan dio stanovništva koje u početku prema njima možda i nije bilo neprijateljski raspoloženo. Dva dana nakon ulaska ruskih snaga u Čečeniju, rusko je zrakoplovstvo uništilo malobrojne čečenske zrakoplovne snage, zbog čega su u nastavku rata Rusi uživali potpunu zračnu nadmoć. Ruski ministar obrane i zagovornik intervencije general Gračov optimistično je pričao da će se s Čečenima obračunati "za dva sata s jednom pukovnijom padobranaca". Čečenskoj su se stvari, u međuvremenu, pridružili mnogobrojni Mudžahedini iz Afganistana, Pakistana, Sudana i drugih zemalja sunitskog Islama.

### Novogodišnja ofenziva 1994.
Na staru godinu 1994. godine pokrenuta je ofenziva za konačno zauzimanje Groznog. Nakon što su oklopno-mehanizirane trupe sastavljene uglavnom od mladih i loše opremljenih ročnika brzo ušle na urbano područje čečenske prijestolnice, uslijedio je siloviti odgovor branitelja koji su ih pustili u grad a potom dočekali u dobro pripremljenim zasjedama. U žestokim okršajima koji su uslijedili ruske snage doživjele su težak poraz a čitave brigade Ruske vojske ostale su razgromljene. Najgore je prošla 131 motorizirano-streljačka brigada "Majkop" kojoj je uništeno 20 od njenih 26 tenkova i 102 od 120 transportera, čime je ona gotovo u potpunosti uništena.  Njezin zapovjednik - pukovnik Ivan Aleksejevič Savin, također poginuo u kotlu Groznog. Branitelji grada bili su uglavnom opremljeni jednostavnim oružjima poput RPG-7,  međutim, jer su se nalazili na visokim zgradama, ruski tenkovi i druga tehnika, često nisu svoje cijevi mogli podići cijevi dovoljno da odgovore na paljbu. 
 Rusko pješaštvo koje je oklopnim transporterima stizalo u grad, često bi pogibalo unutar vozila prije nego što bi uopće imalo priliku stupiti u boj s protivnikom. Operativci Spetsnaz-a koji su za potrebe zauzimanja grada helikopterima ubačeni u neprijateljsku pozadinu, predali su se Čečenima zbog gladi nakon što su nekoliko dana pokušavali preživjeti bez hrane. Bilanca novogodišnje ofenzive bila je katastrofalna za Ruse i često je u kasnijim zapadnim analizama uzimana kao primjer pogrešne uporabe oklopa u gradskim borbama.

Nakon što je novogodišnja oklopna ofenziva propala, ruske su se snage odlučile za klasičnu opsadu grada po uzoru na one iz Drugog svjetskog rata, pa je zbog kontinuiranih topničkih djelovanja po Groznom, grad pretrpio teška razaranja. Tri mjeseca kasnije, nakon žestokih uličnih borbi,  suočeni s kontinuiranim granatiranjem, čečenski su se pobunjenici povukli iz Groznog u planine na jugu Čečenije. 
21. travnja 1996., iz četvrtog pokušaja likvidiran je Džohar Dudajev. Ovo se, izgleda, dogodilo nakon što su ruske obavještajne službe utvrdile lokaciju s koje je koristio svoj satelitski telefon u blizini sela Gehi Ču, nakon čega su poslani avioni koji su ga likvidirali laserski navođenim projektilima zrak-zemlja.
Do ljeta 1996. Rusi su pod okupacijom držali Grozni, ali su bili duboko nepopularni među lokalnim stanovništvom. Vojnici su im bili često gladni, demoralizirani i skloni korupciji, dok su čečenski pobunjenici imali mnoge simpatizere među pučanstvom.

### Kolovoška ofenziva na Grozni, 1996.
Do kolovoza 1996. glavnina ruskih snaga u Čečeniji bila je zauzeta operacijama protiv pobunjenika u planinama na jugu, dok je Grozni držao garnizon od 12 000 ljudi. 6. kolovoza iste godine u pet sati ujutro, skupina od nekoliko tisuća čečenskih pobunjenika, u planu naziva Operacija Džihad, upala je u Grozni te u nekoliko sati zauzela ključne prometnice, izoliravši ruske baze, kontrolne točke i upravne zgrade. Ruski garnizon ostao je opkoljen u nekoliko džepova. Nekoliko pokušaja ruskih oklopnih jedinica da se probiju do svojih opkoljenih kolega završio je teškim gubicima snaga koje su pokušale proboj. Pobunjenici su potom uhitili kolaboracioniste i u nekoliko ih slučajeva smaknuli. Prema Pavelu Felgenhaueru, ruski generali došli su do zaključka da grad mogu osloboditi jedino ako ga teškim bombardiranjem potpuno unište, što je podrazumijevalo gubitke kako čečenskih pobunjenika, tako i ruskih snaga koje su ovi držali opkoljene. To je bilo neprihvatljivo za rusku javnost, te vojnu i političku elitu, kojima je do tada bilo dosta rata, pa je prednost dana pregovorima.

## Kraj rata

### Ruski predsjednički izbori 1996.
Jedna od glavnih tema ruskih predsjedničkih izbora 1996. godine bilo je okončanje nepopularnog rata koji je buktio u Čečeniji. Kao treći kandidat po broju osvojenih glasova izašao je general Aleksandar Lebed, čime je postao "jezičac na vagi" pri odlučivanju o novom predsjedniku između kandidata Borisa Jeljcina i Genadija Zjuganova. Lebed je bio protivnik rata u Čečeniji od njegovog početka, pa je suradnju s Jeljcinom uvjetovao smjenom generala Gračova koji je u javnosti bio percipiran glavnim odgovornim za velike gubitke u Čečeniji, ali je i bio Lebedov karijerni suparnik. Jeljcin je na uvjete pristao, smijenivši Gračova i imenovavši Lebeda novim "savjetnikom za nacionalnu sigurnost" a ovaj je se uskoro osobno angažirao u traženju mirnog rješenja s pobunjenicima.

### Hasavjurtski sporazum
Krajem kolovoza 1996. godine, nakon pregovora između delegacija Lebeda i Aslana Mashadova, potpisan je Hasavjurtski sporazum, kojim je rat okončan, a ruske su se snage do konca listopada 1996. povukle iz Čečenije. Dodatni mirovni sporazumi potpisani su nedugo potom u Kremlju između Jeljcina i čečenskih delegacija. Godine 1997. za predsjednika Čečenske Republike Ičkerije izabran je upravo Mashadov, no njegova je država ubrzo zatim propala u bezakonje, dok su vlast na ulicama držali su razni gospodari rata. Nezavisnu Čečeniju priznao je jedino talibanski režim u Afganistanu i Gruzija.

## U popularnoj kulturi
- Dokumentarni film The Betrayed (Izdani), autora Clivea Gordona iz 1995. godine, bavi se brutalnostima Prvog čečenskog rata.[20]